# Adrift (film)
Adrift är en amerikansk dramafilm från 2018, i regi av Baltasar Kormákur. Filmen är baserad på verkliga händelser och handlar om Tami Oldham som överlevde en orkan i Stilla havet. Filmen släpptes den 1 juni 2018 i USA.

## Rollista (i urval)
- Shailene Woodley – Tami Oldham
- Sam Claflin – Richard Sharp
- Jeffrey Thomas – Peter
- Elizabeth Hawthorne – Christine
- Grace Palmer – Deb